# Nemoura tau
Nemoura tau är en bäcksländeart som beskrevs av Peter Zwick 1973. Nemoura tau ingår i släktet Nemoura och familjen kryssbäcksländor. Inga underarter finns listade i Catalogue of Life.